# 石硊镇站
石硊镇站是位于安徽省芜湖县石硊镇的一个铁路车站，邮政编码241132。车站建于1969年，有宁铜铁路经过该站，现仅办理货运，不办理客运业务，车站及其上下行区间均未电气化。车站距离中华门站147公里，隶属上海铁路局，是四等站。
1. ↑  铁道部电子计算技术中心, 铁道部运输局. . 北京: 中国铁道出版社. 1998: 61. ISBN 9787113030995.